# Microsoft Zune
Zune era il nome della linea di prodotti multimediali di Microsoft, che includeva un lettore multimediale, un client software e il negozio online Zune Marketplace.
L'azienda ha abbandonato il progetto nel 2011, fatta eccezione per il servizio Zune Marketplace, che è sopravvissuto fino al 15 novembre 2014 come metodo di sincronizzazione e scambio di dati tra PC e dispositivi dotati di sistema operativo Windows Phone 7. Dopo quella data, Microsoft ha chiuso tutti i servizi relativi al brand Zune, sostituendo Zune Music Pass con Groove Music Pass.

## Lettore multimediale

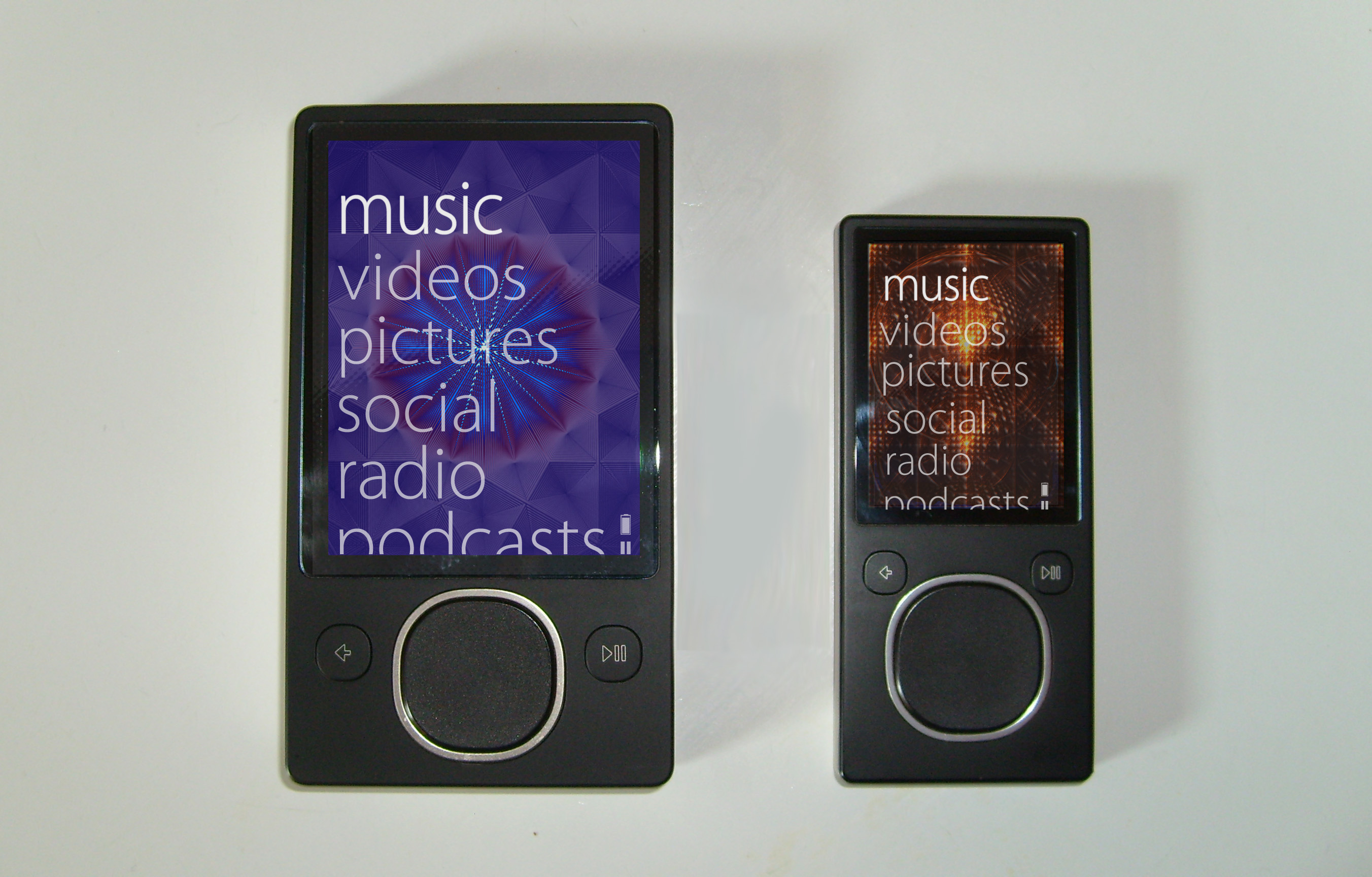
Zune 80 e Zune 4

È stato l'unico prodotto Microsoft della linea di dispositivi portatili, lanciato nel novembre del 2006 come lettore basato su un disco rigido da 30 GB in grado di riprodurre video e musica, anche via radio FM. L'innovatività del progetto, secondo Microsoft, si trovava nel sistema di scambio dei dati: Zune, al momento del lancio, era infatti l'unico lettore in grado di scambiare dati con altri lettori attraverso la connessione Wi-Fi.
Il 3 ottobre 2007 Microsoft presentò dei nuovi modelli di lettori, basati su memorie flash da 4 e 8 GB e un nuovo modello dotato di hard disk da 80 GB da affiancare al modello esistente. Oltre a un restyling, l'introduzione dello ZunePad come dispositivo di controllo ha introdotto la possibilità di sincronizzare il lettore con il PC direttamente tramite connessione Wi-Fi, e fu distribuito anche un aggiornamento firmware per includere tale caratteristica nel modello da 30 GB.
Microsoft, rispondendo alla richiesta del mercato europeo, parlò di una commercializzazione degli stessi in Europa entro la fine del 2007. In seguito i piani della società cambiarono e la commercializzazione nel mercato europeo non è mai avvenuta.

### Specifiche tecniche[2]
|                        | Zune 30 | Zune 4 | Zune 8 | Zune 16 | Zune 80 | Zune 120 |
| ---------------------- | --- | --- | --- | --- | --- | --- |
| Memoria                | 30 GB HDD | 4 GB flash | 8 GB flash | 16 GB flash | 80 GB HDD | 120 GB HDD |
| Peso (grammi)          | 157 | 47 | 47 | 47 | 128 | 128 |
| Schermo                | 3 pollici | 1,8 pollici | 1,8 pollici | 1,8 pollici | 3,2 pollici | 3,2 pollici |
| Risoluzione            | 320 x 240 pixel | 320 x 240 pixel | 320 x 240 pixel | 320 x 240 pixel | 320 x 240 pixel | 320 x 240 pixel |
| Connettività           | USB 2.0 e Wi-Fi 802.11 b/g | USB 2.0 e Wi-Fi 802.11 b/g | USB 2.0 e Wi-Fi 802.11 b/g | USB 2.0 e Wi-Fi 802.11 b/g | USB 2.0 e Wi-Fi 802.11 b/g | USB 2.0 e Wi-Fi 802.11 b/g |
| Commercializzazione    | 14 novembre 2006 | 13 novembre 2007 | 13 novembre 2007 | 16 settembre 2008 | 13 novembre 2007 | 16 settembre 2008 |
| Colori                 | Nero, marrone, rosa, rosso, bianco | Rosa, verde, rosso, nero | Rosa, verde, rosso, nero | Nero | Nero, rosso | Nero |
| Formati supportati     | - Audio: WMA, MP3, AAC; - Video: WMV, MPEG-4, H.264 - Immagini: Jpeg                                                                                 | - Audio: WMA, MP3, AAC; - Video: WMV, MPEG-4, H.264 - Immagini: Jpeg                                                                                 | - Audio: WMA, MP3, AAC; - Video: WMV, MPEG-4, H.264 - Immagini: Jpeg                                                                                 | - Audio: WMA, MP3, AAC; - Video: WMV, MPEG-4, H.264 - Immagini: Jpeg                                                                                 | - Audio: WMA, MP3, AAC; - Video: WMV, MPEG-4, H.264 - Immagini: Jpeg                                                                                 | - Audio: WMA, MP3, AAC; - Video: WMV, MPEG-4, H.264 - Immagini: Jpeg                                                                                 |
| Caratteristiche comuni | Radio FM con RDS, Equalizzatore, condivisione di ascolto di proprie playlist (DJMode), connessione TV tramite cavo analogico, connessione a Xbox 360 | Radio FM con RDS, Equalizzatore, condivisione di ascolto di proprie playlist (DJMode), connessione TV tramite cavo analogico, connessione a Xbox 360 | Radio FM con RDS, Equalizzatore, condivisione di ascolto di proprie playlist (DJMode), connessione TV tramite cavo analogico, connessione a Xbox 360 | Radio FM con RDS, Equalizzatore, condivisione di ascolto di proprie playlist (DJMode), connessione TV tramite cavo analogico, connessione a Xbox 360 | Radio FM con RDS, Equalizzatore, condivisione di ascolto di proprie playlist (DJMode), connessione TV tramite cavo analogico, connessione a Xbox 360 | Radio FM con RDS, Equalizzatore, condivisione di ascolto di proprie playlist (DJMode), connessione TV tramite cavo analogico, connessione a Xbox 360 |
| Prezzo di lancio       | $249,95 | $149,99 | $199,99 | $199,99 | $249,99 | $249,99 |

## Zune HD
Zune HD era un lettore multimediale prodotto da Microsoft facente parte della famiglia Zune. È entrato in commercio il 15 settembre 2009 nel solo mercato statunitense.

## Riscontro commerciale
Nel primo trimestre del 2007 Zune, nel mercato statunitense, raggiunse l'11,3% nel mercato dei lettori basati su hard disk. Conquistò il secondo posto del mercato dietro il lettore iPod di Apple che ne controllava circa il 70%. In sette mesi e mezzo (dal 14 novembre, data del debutto, al 30 giugno) il lettore vendette 1,2 milioni di esemplari.
A maggio 2008 erano due milioni le unità commercializzate, conquistando circa il 4% del mercato statunitense.
Nel 2011 il progetto Zune è stato abbandonato.

## Curiosità
- Microsoft Zune viene citato nell'episodio La paura fa novanta XXIII (ventiquattresima stagione) de I Simpson: nella prima storia dell'episodio, si parla di un buco nero a Springfield sfruttato dai cittadini per smaltire i loro rifiuti. Esso si ingrandisce sempre più fino a risucchiare i cittadini trasportandoli su un altro pianeta in cui vivono alieni che apprezzano ciò che arriva dal buco nero, compreso il Microsoft Zune, che viene venerato come una divinità.
- Viene citato nell'episodio 5 della seconda stagione della serie TV Chuck, quando Morgan dice ironicamente di avere ogni canzone sul suo Zune, mentre in realtà possiede un comune iPod.
- Viene citato nell'episodio 6 della seconda stagione della serie Silicon Valley nella quale lo si usa come esempio per indicare la gravità del fallimento di un progetto.
- Viene citato nell'episodio 19 della settima stagione della serie The Big Bang Theory da Sheldon quando, indeciso se comprare la PS4 o la Xbox One, rivela rammaricato ad Amy di essersi trovato davanti a uno scatolone di iPod e di aver comprato uno Zune.
- Nel 7º episodio (I soliti idioti) della settima stagione de I Griffin alla festa di Carter Pewterschmidt è presente Bill Gates (amico del miliardario già comparso in un episodio). Ad un certo punto Carter dice a Bill "Ehi Bill, mi aiuteresti a programmare il mio Zune? Oh aspetta, io ho un iPod, come il resto del mondo!". Bill arrabbiato cerca di attaccarlo ma viene steso da Carter.
- Viene regalato a Peter Quill/Starlord da Kraglin nel film Guardiani della Galassia Vol. 2. Quest'ultimo afferma che Zune viene ”ascoltato da tutti sulla Terra al giorno d'oggi” e che contiene 300 canzoni.
- Viene citato nell'episodio 3 della terza stagione della serie Solar Opposites.